# Club Balonmano Amadeo Tortajada
Club Balonmano Amadeo Tortajada (kurz: CB Amadeo Tortajada) war der Name eines spanischen Vereins im Frauen-Handball aus Riba-roja de Túria, zuvor aus Mislata. In seiner Geschichte zwischen 1975 und 2009 trug der in der Valencianischen Gemeinschaft beheimatete Verein nach dem Hauptsponsor auch die Namen Constructora Estellés, Valencia Urbana, Ferrobús Mislata und Cementos La Unión Ribarroja.

## Geschichte
Der Verein wurde im Jahr 1975 in der Amadeo-Tortajada-Schule in Mislata gegründet. Die Frauen schafften 1979 den Aufstieg in die División de Honor, die höchste spanische Liga. Im Jahr 2004 wurde der Verein von Mislata nach Riba-roja de Túria verlegt.
Der Verein gewann 2006 erstmals die spanische Meisterschaft; diesen Erfolg wiederholte der Verein im Folgejahr 2007. Im Jahr 1990 konnte das Team die Copa de la Reina, den spanischen Pokalwettbewerb, gewinnen. Auch diesen Erfolg konnte man in den Jahren 2001, 2003, 2004 und 2006 wiederholen. Zwei Mal (2003 und 2006) gewann die Mannschaft die Supercopa de España, den spanischen Supercup.
Aufgrund wirtschaftlicher Schwierigkeiten wurde der Verein im Jahr 2009 aufgelöst. Das Spielrecht in der ersten Liga ging an den Verein Club Balonmano Ribarroja.
International nahm die Mannschaft an europäischen Vereinswettbewerben teil, so am EHF-Pokal der Pokalsieger und der EHF Champions League. Die Mannschaft gewann den EHF-Pokal 1999/2000.

## Erfolge
- 2 × Gewinn der spanischen Meisterschaft (2006, 2007)
- 5 × Gewinn des spanischen Pokalwettbewerbs (1990, 2001, 2003, 2004, 2006)
- 2 × Gewinn des spanischen Supercups (2003, 2006)
- 1 × Gewinn des EHF-Pokals (2000)

## Spielerinnen
Fünf Spielerinnen des Vereins standen auch bei olympischen Handballwettbewerben auf dem Parkett: Aline, Patricia Alonso, Maite Teresa Andreu, Chana Masson und Susana Pareja.